# Кокжайик
Кокжайи́к (каз. Көкжайық) — село у складі Кокпектинського району Абайської області Казахстану. Адміністративний центр Кокжайицького сільського округу.
Населення — 996 осіб (2021; 1060 у 2009, 1648 у 1999, 1911 у 1989).
Національний склад станом на 1989 рік:
- казахи — 66 %
- росіяни — 22 %

До 1994 року село називалося Івановка.